# Gréville-Hague
Gréville-Hague är en kommun i departementet Manche i regionen Normandie i norra Frankrike. Kommunen ligger i kantonen Beaumont-Hague som tillhör arrondissementet Cherbourg. År 2018 hade Gréville-Hague 700 invånare.

## Befolkningsutveckling
Antalet invånare i kommunen Gréville-Hague
| Referens: INSEE |